# Opabinia
Опабінія (лат. Opabinia) — рід викопних тварин, рештки яких виявлені у відкладеннях кембрійського періоду. Його єдиний відомий вид, Opabinia regalis, виявлений у відкладах так званих « сланців Берджес» (трапляється також назва «Бургес-Шелл») у Британській Колумбії, Канада.

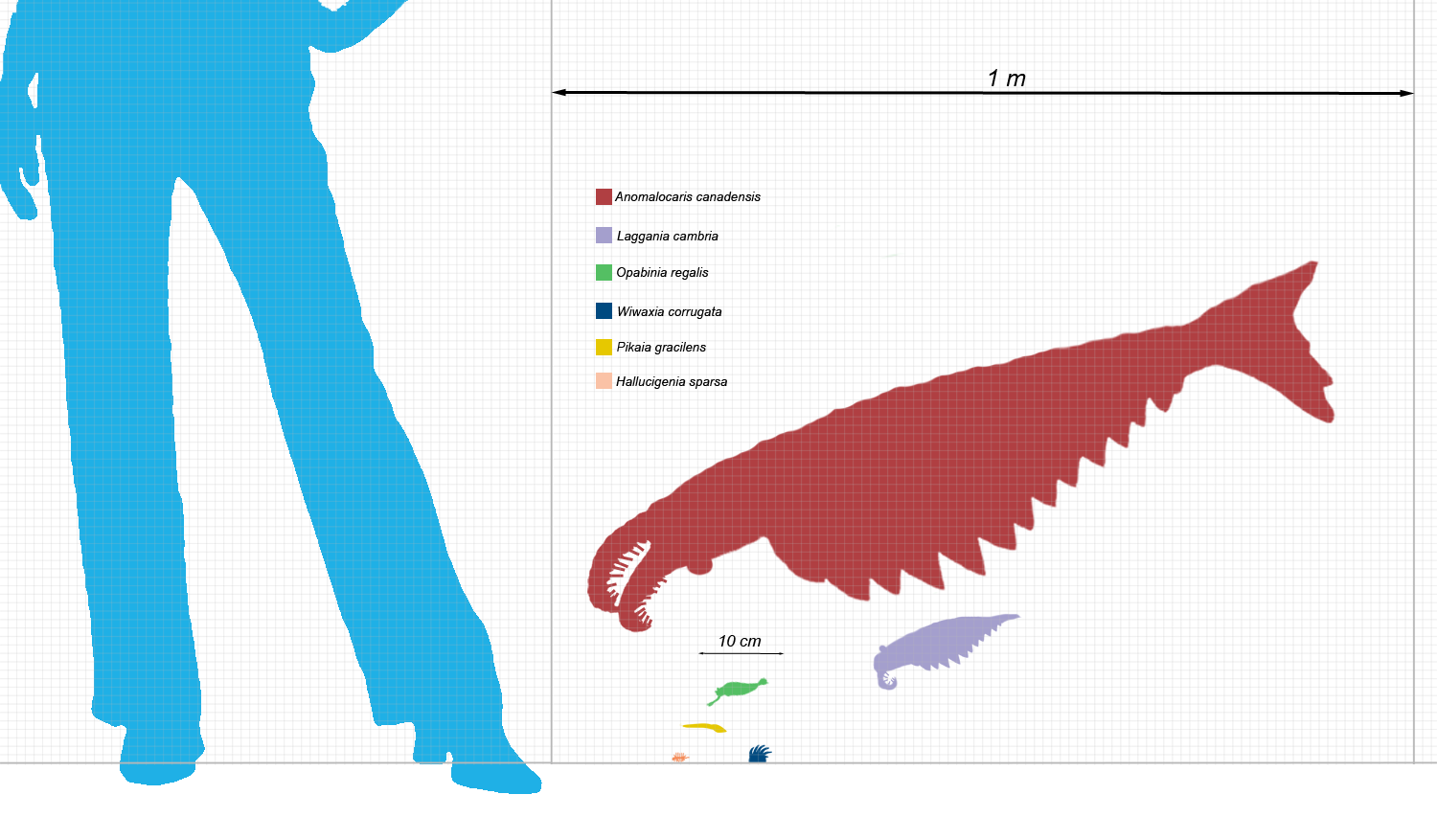
Порівняльні розміри різних безхребетних з Берджес-Шейл, Opabinia зеленим

Першовідкривач опабінії, Чарльз Дуліттл Уолкотт, назвав її на честь місцевої гори-перевалу Опабінія на горі Хунгабі в канадських Скелястих горах. На сьогодні відомо 30 зразків опабінії, розміри в діапазоні від 40 до 70 мм. Найпримітнішою особливістю опабінії є її п'ять очей, розміщених на задній поверхні голови. Ці очі, імовірно, тварини використовували для пошуку їжі. Через її гнучке тіло невідомо, чи була опабінія пелагічною або бентичною твариною.

## Ресурси Інтернету
- Вікісховище має мультимедійні дані за темою: Opabinia
- Smithsonian page on Opabinia, with photo of Burgess Shale fossil [Архівовано 25 жовтня 2018 у Wayback Machine.]